# نینا شیر
نینا شیر (انگلیسی: Nina Scheer؛ زادهٔ ۱۱ سپتامبر ۱۹۷۱) سیاستمدار، و مؤلف (پدیدآور) اهل آلمان است. او وکیل و سیاستمدار آلمانی از حزب سوسیال دموکرات (SPD) است که از سال ۲۰۱۳ عضو بوندستاگ است. علایق سیاسی او شامل سیاست انرژی و تغییرات آب و هوایی است. در سال ۲۰۱۹، شیر نامزد ناموفق در انتخابات رهبری حزب سوسیال دموکرات آلمان در سال ۲۰۱۹، به همراهی کارل لاوترباخ بود. پدر او هرمان شیر همچنین یکی از اعضای بوندستاگ حزب سوسیال دموکرات بود.